# Kmetijstvo v Sloveniji
V Sloveniji ustvarja kmetijstvo okoli 2% bruto domačega proizvoda. Slovensko kmetijstvo pridela okoli pet šestin hrane, ki jo potrebuje slovensko prebivalstvo. Delež prebivalstva, ki živi od kmetijstva je samo še 5%.

## Pregled
|                               | jan. 2008 | jan. 2009 | jan. 2010 | jan. 2011 |
| ----------------------------- | --------- | --------- | --------- | --------- |
| delovno aktivni               | 40.700    | 37.773    | 31.918    | 37.974    |
| zaposleni                     | 5.164     | 5.051     | 4.918     | 4.754     |
| zaposleni pri pravnih osebah  | 4.527     | 4.404     | 4.286     | 4.140     |
| zaposleni pri fizičnih osebah | 637       | 647       | 632       | 614       |
| samozaposleni brez kmetov     | 486       | 504       | 530       | 523       |
| samozaposleni kmetje          | 35.050    | 32.218    | 26.470    | 32.697    |

### Kmetijska zemljišča
V Slovenije je:
- približno 15% zemljišč je za vrtove in njive
- približno 2% zemljišč je za sadovnjake
- približno 2% zemljišč je za vinograde
- približno 16% zemljišč je travnikov
- približno 8% zemljišč je pašnikov
- približno 1% zemljišč je ribnikov, močvirji in trstičja
- približno 50% zemljišč je gozdov
- približno 6% zemljišč pa je nerodovitnih

### Naravne razmere za kmetijstvo v Sloveniji
Slovenija se uvršča med evropske država z manj ugodnimi naravnimi razmerami za kmetijstvo, v Sloveniji leži kar 75 % zemljišč na rodovitnih območjih. Za kmetijstvo sta manj ugodna podnebje in prst, velik del površja pa je hribovitega in kraškega in zato razčlenjenega in strmega; rodovitna območja se nahajajo predvsem v nižinah. V hribovni krajini, ki na Slovenskem prevladuje, se lahko uveljavlja samo hribovsko kmetijstvo, ki pa je za 30% manj produktivno od nižinskega.
Na določenih zemljiščih se je z melioracijo zmanjšalo vpliv naravnih razmer na kmetijstvo in tkao izboljšalo razmere za pridelovanje. Melioracijo se je v Sloveniji izvedlo na Ljubljanskem barju in v panonski pokrajini.
| Kultura               | Področje uspevanja                      |
| --------------------- | --------------------------------------- |
| krmne rastline        | Osrednja Slovenija                      |
| vrtnine               | Primorska                               |
| industrijske rastline | Povsod (v bližini obratov za predelavo) |

### Dejavnosti

#### Poljedelstvo
V Sloveniji so razmere za poljedelstvo ugodne samo na Štajerskem (Panonski svet), ki je na Slovenskem tudi najpomembnejše območje za poljedelstvo. Na skoraj polovici polj so posajena žita.

#### Živinoreja
V Sloveniji je zaradi hribovskega površja bolj od poljedelstva razvita živinoreja, ki prispeva več kot polovico kmetijske pridelave. Najpomembnejša panoga na Slovenskem v živinoreji je govedoreja. V Sloveniji se lastniki kmetij običajno odločajo za kombinirano mesno in mlečno govedorejo. Pridelava mleka presega porabo.
Tudi prašičereja je dokaj razvita, a predstavlja več izzivov.
Velik pomen ima tudi perutninarstvo, ki je edino izmed panog doseglo ravan evropskih držav. Prevladuje reja piščancev in kokoši.
Pomen drobnice se povečuje, vendar je njen pomen še vedno zelo majhen.
Za konjerejo je na Slovenskem značilen predvsem turistični pomen (lipicancev).
| Panoga         | Področje                                    |
| -------------- | ------------------------------------------- |
| govedoreja     | Štajerska in Prekmurje (panonske pokrajine) |
| prašičjereja   | Štajerska in Prekmurje (panonske pokrajine) |
| perutninarstvo | Vsa Slovenija                               |
| drobnica       | Vsa Slovenija                               |
| konjereja      | Lipica                                      |

#### Vinogradništvo in sadjarstvo
Slovenija je vinogradniška država z raznovrstnimi in kakovostnimi vini. Slovenska avtohtona vina so teran, rebula in cviček. Vinorodna območja pripadajo trem vinorodnim rajonom (območjem), in sicer primorskemu, posavskemu in podravskemu. Ponekod so se razvile vinogradniške pokrajine z vinskimi cestami, ki pa so bolj kot za pridelavo pomembne za turizem.
Sadjarstvo se loči na panonsko in primorsko sadjarsko območje.
| Panonsko območje | Primorsko območje |
| ---------------- | ----------------- |
| Jabolka          | Breskve           |
| Hruške           | Marelice          |
|                  | Češnje            |

### Delovna sila
Od januarja 2010 do januarja 2011 se je število delovno aktivnih v kmetijstvu z 32.200 povečalo na 38.000. Povečanje je bilo posledica izgube zaposlitve v gospodarstvu. Po podatkih Zavoda za zdravstveno zavarovanje Slovenije je bilo konec leta 2010 v kategoriji kmetov obvezno zdravstveno zavarovanih 13.536 ljudi, po njih pa še 8.129 družinskih članov. Predvsem v zadnjem desetletju se je zmanjšalo število pridelovalcev zelenjave (leta 2000 jih je bilo 1750, leta 2010 pa samo še 1114)in živinorejcev (leta 2010 jih je 12% manj kot leta 2000). Delež gospodarstev z gozdom se je v istem obdobju zmanjšal za 5%. Skupaj je bilo leta 2010 v Sloveniji okrog 75.000 gospodarstev, ki se preživljajo z gozdom, kar je 13,6% manj kot leta 2000.

## Izzivi
Največji izziv za kmetijsko dejavnost v Sloveniji je zemljiška razdrobljenost, ki vodi v veliko število majhnih kmetij. Razdrobljenost je predvsem posledica dedovanja. Razdroblejnost je največja v Prekmurju. Razdrobljenost se rešuje z komasacijami.
Slovensko kmetijstvo se sooča s staranjem kmečkega prebivalstva. Večina mladih se iz podeželja seli v mesta, na kmetijah pa ostajajo starejši prebivalci. Večina lastnikov kmetij tudi nima ustrezne izobrazbe.

### Izginjanje kmetijskih zemljišč
V Sloveniji je od okoli leta 1970 pa do danes izginilo okoli 150.000 ha kmetijskih zemljišč. Do izgube zemljišč prihaja zaradi ozelenjevanja (njive se spreminjajo v travnike) in ogozdovanja (zaraščanja zemljišč z gozdom), v nižinah pa tudi zaradi zazidave in gradnje cest. Ozelenevanje in ogozdovanje je najbolj značilno za predalpski in alpski del Slovenije, zaradi staranja prebivalstva in odseljevanja mlajših delavno sposobnih prebivalcev, ki bi lahko dejavnost prevzeli.